# Sceloporus maculosus
Espèce
Statut de conservation UICN

 VU B1ab(iii) : Vulnérable
Sceloporus maculosus est une espèce de sauriens de la famille des Phrynosomatidae.

## Répartition
Cette espèce est endémique du Mexique. Elle se rencontre dans les États de Durango, de Zacatecas et du Coahuila.

## Publication originale
- Smith, 1934 : Descriptions of new lizards of the genus Sceloporus from Mexico and Southern United States. Transactions of the Kansas Academy of Science, vol. 37, p. 263-285.